# Sam Berns
Sampson Gordon Berns, conosciuto anche come Sam Berns, (Providence, 23 ottobre 1996 – Foxborough, 10 gennaio 2014), è stato un attivista statunitense affetto da progeria, malattia rara che causa nel bambino malattie tipiche degli anziani, diventando un personaggio molto amato negli Stati Uniti d'America dove aiutò a raccogliere molti fondi per lo studio della sua malattia.
È stato protagonista di un cortometraggio della HBO Films intitolato "La vita secondo Sam" (in inglese "Life According to Sam"), che aveva documentato come si convive con la sindrome di progeria di Hurchinson-Gilford,, proiettato per la prima volta al Sundance Film Festival nel gennaio 2013. Il giovane è morto un anno dopo la presentazione del documentario, dopo essere riuscito a partecipare, il 13 dicembre 2013, ad un evento TEDx Talks dal titolo "My philosophy for a happy life", il cui video su YouTube ha ricevuto oltre 50 milioni di visualizzazioni. Un anno prima della morte, Berns dichiarò che aspirava a diventare biologo cellulare per poter scoprire una cura alla malattia che lo affliggeva.

## Progeria Research Foundation

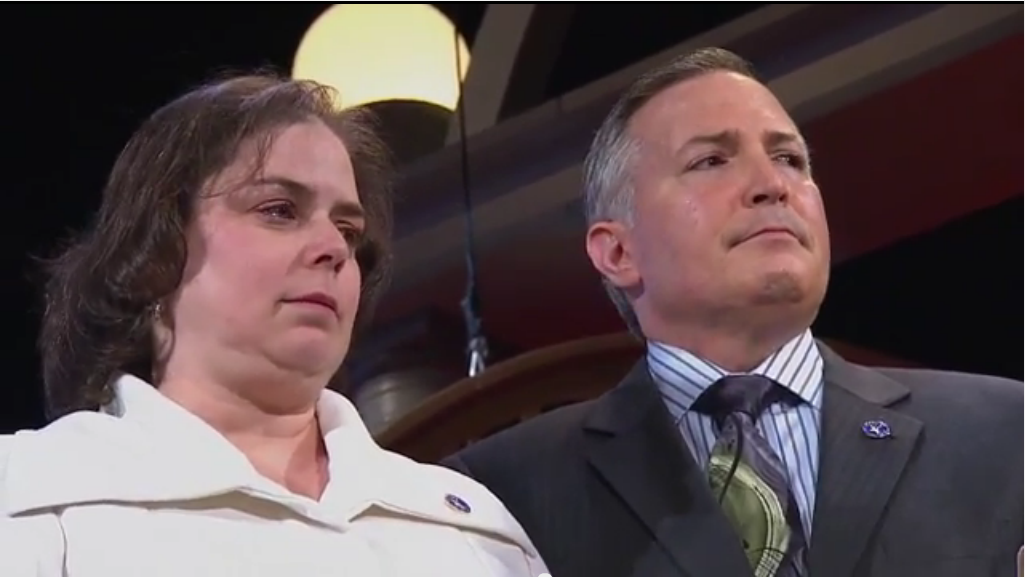
Scott Berns e Leslie Gordon, i genitori di Sam, alla cerimonia di consegna del Peabody Award.

I suoi genitori, Scott Berns e Leslie Gordon, entrambi pediatri, ricevettero la diagnosi della malattia del figlio quando questi aveva solo 22 mesi. Circa un anno dopo aver ricevuto tale terribile notizia, i due crearono la Progeria Research Foundation con lo scopo di aumentare l'attenzione dei media e dell'opinione pubblica verso la malattia, di promuovere la ricerca delle cause e delle possibili cure e di offrire supporto monetario e morale ai malati ed ai loro familiari.

## Onorificenze

### Boston Bruins
Il 9 novembre 2013, la squadra di hockey su ghiaccio dei Boston Bruins diede a Berns l'onore di gettare il primo paleo cerimoniale prima dell'inizio della loro partita contro i Toronto Maple Leafs. Berns aiutò inoltre ad organizzare la Progeria Awareness Night presso il TD Garden di Boston, in qualità di assistente manager agli equipaggiamenti dei giocatori e assistendo ai riscaldamenti dalla panchina della squadra. Berns e Zdeno Chára, il capitano dei Bruins, erano legati da un'amicizia di vecchia data, risalente ad un episodio del 2006, quando i due si erano incontrati negli spogliatoi dopo una partita. Durante la gara, dopo un gol di Chára, Berns gli aveva gridato dagli spalti "You're the hero!", ed il giocatore aveva risposto: "No, no, you're my hero, our hero."
Martedi 14 gennaio 2014, nella prima partita dopo la morte di Berns, avvenuta quattro giorni prima, i Bruins e tutto lo stadio onorarono il ragazzo osservando un minuto di silenzio e proiettando un video in suo ricordo prima dell'inizio della partita.

### New England Patriots
Fan della squadra di football americano dei New England Patriots, Berns fu invitato ad essere capitano onorario della squadra durante la partita contro gli Indianapolis Colts valida per i playoff di divisione in programma l'11 gennaio 2014; il ragazzo morì il 10 gennaio, la sera prima dell'incontro. La notizia della morte di Berns fu commentata dalla squadra attraverso una dichiarazione di cordoglio rilasciata da Robert Kraft, presidente e proprietario dei Patriots.
Molte altre furono le dichiarazioni in memoria di Sam Berns rilasciate nei giorni successivi alla sua improvvisa scomparsa, una delle quali fu quella di Francis Collins, direttore del National Institutes of Health.